# (9587) Bonpland
(9587) Bonpland ist ein Asteroid des Hauptgürtels, der am 16. Oktober 1990 vom belgischen Astronomen Eric Walter Elst am La-Silla-Observatorium (IAU-Code 809) der Europäischen Südsternwarte in Chile entdeckt wurde.
Der Asteroid gehört zur Eunomia-Familie, einer nach (15) Eunomia benannten Gruppe, zu der vermutlich fünf Prozent der Asteroiden des Hauptgürtels gehören.
(9587) Bonpland wurde am 18. März 2003 nach dem französischen Naturforscher und Botaniker Aimé Bonpland (1773–1858) benannt, der an der amerikanischen Forschungsreise (1799–1804) Alexander von Humboldts teilnahm und dabei mehr als 60.000 Pflanzenbelege sammelte.